# Промышленность Чечни
Промышленность Чечни характеризуется гипертрофированным уровнем развития нефтедобычи, низким уровнем развития других отраслей и узостью их спектра. Исторически сложилось так, что промышленность республики складывалась вокруг добычи и переработки нефти и газа. Другой особенностью её развития было то, что большинство промышленных предприятий региона было сосредоточено в Грозном. В советский период произошло развитие и других отраслей промышленности: машино- и приборостроения, радиоэлектроники, лёгкой промышленности и пр. Однако в постсоветский период из-за характерных для того времени деструктивных и дезинтеграционных процессов все отрасли промышленности пришли в упадок, а последовавшие военные конфликты практически полностью уничтожили их материальную базу.

## История

### Дореволюционный период
Становление промышленности Чечни началось в 1833 году, когда была открыта нефть Грозненской и Войковской группы источников в центральной части Грозненского хребта. Сразу после открытия эти нефтяные источники стали собственностью Терского казачьего войска и в том же году были сданы в эксплуатацию. Добыча нефти в начальный период была примитивной. Источники нефти представляли собой колодцы глубиной до 2 аршин. Весь процесс добычи сводился к вычерпыванию нефти ведром или черпалкой из этого колодца. За период с 1833 до середины 1860-х годов из грозненских нефтяных колодцев добыли около 140 тысяч пудов нефти.
В 1833—1845 годах добывалось в среднем 3300-3400 пудов в год, а в 1855—1860 годах уже примерно 15 тысяч пудов в год. Из этой нефти крепостные братья Дубинины ещё в 1823 году на изобретённой ими перегонной установке начали получать керосин (называемый в то время фотоген), который затем вывозили в города центральной России вплоть до Москвы.
В 1885 году нефтедобыча достигла 77 тысяч пудов. За серьёзное исследование грозненской нефти взялись учёные. Среди них был и выдающийся русский химик Д. И. Менделеев. Началось промышленное освоение Грозненского нефтяного района. В 1892 году добыча возросла до 450 тысяч пудов.
Для вывоза такого количества нефти существовавшая тогда транспортная сеть не была приспособлена. Первоначальные планы строительства железной дороги на Северном Кавказе не предполагали, что она пройдёт через Грозный. Однако после того, как стала очевидной перспективность грозненской нефти, необходимость строительства железной дороги через город никем не оспаривалась. 1 мая 1893 года на железнодорожную станцию Грозного прибыл первый поезд Грозный — Беслан.
В июле 1893 года предприниматель И. К. Ахвердов приступил к бурению первой в Грозном нефтяной скважины. Бурение при помощи паровой машины осуществлялось группой специально приглашённых из Баку специалистов во главе с мастером Н. П. Муравьёвым под руководством инженера Л. Баскакова. Работы продолжались почти сто дней. 6 октября, когда глубина скважины достигла 131 метр, ударил мощный фонтан нефти. Скважина стала началом развития грозненской нефтяной промышленности.
Фонтаны грозненской нефти привлекли внимание российских и зарубежных капиталистов. Это привело к острой конкуренции за право обладания нефтеносными участками, стремительному росту финансирования отрасли, быстрому совершенствованию технологий добычи, транспортировки и переработки нефти. Стали широко применяться паровые двигатели, канатное бурение, трубопроводы, внедрялось использование электроэнергии. К концу XX века возникли крупные нефтедобывающие и нефтеперерабатывающие предприятия. В добычу нефти в короткие сроки было вложено 25 млн рублей. Нефтедобыча достигла 40 млн пудов в год.
В этот же период начал формироваться Заводской район Грозного. В 1900 году на его территории располагались четыре нефтеперерабатывающих предприятия. Одно из них — завод общества Владикавказской железной дороги — за год производил продукции на 4,8 млн рублей. На нём работало 186 рабочих.
Также развивалась промышленность по производству и обслуживанию предприятий нефтяной отрасли: чугунолитейный завод, механический, завод по производству и ремонту оборудования буровых скважин «Молот», котельно-механические мастерские. Были построены паровая и водяная мельницы, два пивоваренных завода и два завода минеральных вод.
В 1890 году население города составляло 6 тысяч человек, а по переписи 1897 года в городе проживало 15 564 человека. При этом жизнь более чем 10 тысяч человек была прямо или косвенно связана с промышленностью. Только рабочих на нефтяных промыслах работало более 2 тысяч.
Основные доходы от нефтедобычи получало Терское казачье войско, которое считалось владельцем земель возле Грозного. Сам город был беднее всех городов Терской области. В 1895 году в Грозном не было ни одной мостовой и ни одного училища. Только в 1913 году была замощена булыжными камнями первая улица.
В 1911 году были обнаружены новые залежи нефти. В Грозный устремились российские и иностранные предприниматели: Нахимовы, Ротшильды, Нобели, представители фирм Детеринга, Ватеркейна, Лианозова, Маташева. На основе вновь открытых запасов выросли новые промыслы (ныне Октябрьский район Грозного). В начале 1914 года в Грозном утвердилась крупнейшая нефтяная компания Royal Dutch Shell. В 1914 году население возросло сразу на 20 тысяч человек. К 1917 году нефтедобыча достигла рекордного уровня 109,6 млн пудов в год, а вложения составили почти 142 млн рублей.
В 1913 году в окрестностях Грозного работало семь нефтезаводов и 44 кустарных предприятия, главным образом обслуживавших нефтяную промышленность. В 1914 году доля голландского капитала в нефтяной промышленности Чечни составляла 9 %, бельгийского — 10 %, французского — 18 %, русского — 27 %, английского — 36 %. Грозненский промышленный район занимал одну из ведущих позиций на Северном Кавказе по числу рабочих и уровню развития промышленности. Кроме «Шелл», крупнейшими владельцами грозненских предприятий были фирмы «Нобель», «Ойл», «Твиди-Андрейс». Вложения иностранного капитала в нефтяную промышленность составляла 60 млн рублей.

### Советский период

#### 1920—1940-е годы
В результате Гражданской войны из 358 нефтяных скважин осталось всего 29 годных для эксплуатации. Добыча нефти со 109 млн пудов упала до 38 млн. Уцелело всего 10 мелких нефтеперегонных предприятий. Выход нефтепродуктов при переработке уменьшился до 10 %. В течение полутора лет продолжался нефтяной пожар на Новых промыслах. Нанесённый войной материальный ущерб был оценен в 135 млн рублей.
В открытых резервуарах, несмотря на боевые действия, сохранилось 3 млн тонн нефти. Она была остро необходима стране, но вывезти её не представлялось возможным из-за разрушенной транспортной инфраструктуры: были разрушены дороги, мосты, нефтепроводы. В апреле 1920 года в город стали прибывать части Кавказской трудовой армии для восстановления транспортного сообщения и возрождения нефтяных промыслов. Её командующим был назначен И. В. Косиор.
22 апреля 1920 года, к 50-летию В. И. Ленина, был отправлен первый эшелон нефтепродуктов в Москву. До конца 1920 года было проведено около 90 субботников. За месяц восстановительных работы были потушены все горящие нефтепромыслы, некоторые из которых горели с осени 1917 года. К этому времени в нефтяной промышленности города трудились около 13 тысяч человек.
1 мая 1924 года за участие в борьбе с контрреволюцией и восстановление грозненской нефтяной промышленности городу был вручён Орден Красного Знамени. Грозный был вторым после Ленинграда городом страны, получившим эту высшую на тот момент награду страны.
В 1926 году вместо ударного начали внедрять вращательный способ бурения. За счёт этого скорость проходки скважин возросла в 2-3 раза. Совершенствование технологий нефтехимии позволило повысить качество бензина. Более 38 % его экспорта обеспечивала грозненская нефтеперерабатывающая промышленность. В 1928 году началась эксплуатация нефтепровода Грозный — Туапсе (длина 618 км), который снизил транспортные издержки в 2,5 раза. Был построен первый в стране парафиновый завод, что позволило отказаться от импорта этого продукта. В 1931 году предприятие «Грознефть» и 35 его лучших работников были награждены орденами Ленина.
В 1932 году Чеченская автономная область давала 36 % общесоюзной добычи нефти, а в экспорте доля чеченской нефти составляла половину общесоюзного объёма экспорта.
В октябре 1937 года газета «Техника нефти» писала:
За двадцать лет Советской власти добыча нефти увеличилась в 2,8 раза… Пробурено в 1936 году 305 тысяч метров, а в 1925 году всего 64,4 тысячи метров. Скорость проходки за последние восемь лет увеличилась от 70 до 514 метров на станок в месяц… Основные фонды грозненской промышленности увеличились в 12 раз. Производительность труда по сравнению с 1927 годом возросла в 2 раза.
В 1920—1940-х годах возникли новые отрасли промышленности: химическая, машиностроительная, энергетическая и другие. Валовая промышленная продукция по сравнению с 1913 годом выросла к 1940 году в 11 раз. К 1940 году в республике было реконструировано или вновь построено 188 промышленных предприятий. До революции нефтяная промышленность давала 87 % всей промышленной продукции, в 1940 году эта доля упала до 68 %.

#### Великая Отечественная война
С началом войны промышленность города была переведена на выпуск военной продукции. 18 предприятий изготавливали миномёты различных модификаций. Работники Грозненского нефтяного научно-исследовательского института (ГрозНИИ) наладили производство горючей смеси для борьбы с танками. Грозненский нефтеперерабатывающий завод № 2, благодаря разработкам ГрозНИИ, смог наладить выпуск лучших марок авиабензина, выполнить годовой план на 1,5 месяца раньше срока и увеличить выпуск продукции на 25 %. Многие нефтяники выполняли план на 200—300 %. На заводе «Красный молот» на оборудовании, которое ещё не успели эвакуировать, ремонтировали танки, бронепоезда, другую боевую технику. Нефтеперерабатыващие заводы снабжали фронт горючим и смазочными материалами. К концу года предприятия республики выпускали 90 видов военной продукции. Швейные фабрики шили одежду для солдат и офицеров. Консервные заводы увеличили выпуск овощных консервов и пищевых концентратов для Красной армии.
26 декабря 1941 года был издан Указ Верховного Совета СССР об объявлении мобилизованными до конца войны работников оборонных предприятий и предприятий, связанных с выполнением оборонных заказов. Нарушение трудовой дисциплины каралось тюремным сроком, а самовольное оставление рабочего места считалось дезертирством.
По мере приближения линии фронта производился демонтаж промышленных предприятий, буровых и добывающих установок. До конца 1941 года было демонтировано 678 эксплуатационных скважин, большинство нефтеперерабатывающих и машиностроительных объектов. Несмотря на это, за счёт интенсификации труда в 1941 году Чечено-Ингушетия добыла 3 363 тысячи тонн нефти, что превышало план на 14 %. Кроме того, стремительный рост буровых работ позволил добыть из новых скважин дополнительно 736 тысяч тонн нефти. Благодаря этому суточное производство авиабензина возросло до 3083 тонн.
В середине декабря 1941 года, после того, как было нанесено поражение фашистам под Москвой и освобождения Ростова-на-Дону демонтаж нефтяной промышленности был прекращён. К 1 декабря 1941 года более половины работников нефтяной промышленности республики стали ударниками и стахановцами. Более 250 работников нефтяной промышленности в феврале 1942 года были награждены орденами и медалями.
Грозный занял второе место в стране по нефтедобыче после Баку, практически равное по нефтепереработке и первое по производству авиационного бензина. В 1941 году в СССР было добыто 31 млн тонн нефти, из них 23 — в Азербайджане, 4 млн тонн — в Чечено-Ингушетии, а остальное — на мелких месторождениях СССР. В Грозном перерабатывалась не только нефть, добытая в республике, но и поставляемая из других регионов, в том числе и Баку. При этом привозная нефть перерабатывалась в бензин А-76 для автотранспорта, а для выработки авиабензина использовалась исключительно нефть добытая в республике. Практически вся истребительная авиация СССР использовала грозненский авиабензин.
Осенью 1942 года противнику стало ясно, что взять Грозный не удастся. 10-15 октября 1942 года были предприняты массированные бомбардировки города. Пожары были потушены в течение нескольких дней. 49 пожарных за героические действия были представлены к правительственным наградам. Вскоре была возобновлена работа промышленных объектов. В память о подвигах грозненских пожарных в эти дни в Заводском районе города после войны был установлен памятник работы Р. И. Мамилова.
3 января 1943 года территория республики была полностью очищена от фашистов. Сразу же началось восстановление промышленного потенциала города. В 1944—1945 годах была восстановлена бо́льшая часть нефтепромыслов демонтированных для эвакуации и промышленных предприятий. За годы войны грозненцы добыли более 5 млн тонн нефти, а заводы выработали миллионы тонн нефтепродуктов. В 1944 году был достигнут довоенный уровень развития энергетического хозяйства.

#### 1945 год — 1980-е годы
Для восстановления народного хозяйства был значительно увеличен объём капиталовложений в экономику региона. Если за три первые пятилетки вложения составили 184,7 млрд рублей, то за годы четвёртой пятилетки они составили 193,6 млрд рублей. В 1947 году были восстановлены довоенные объёмы производства электроэнергии и нефтедобычи.
В 1949 году был достигнут довоенный уровень производства. Темпы промышленного роста в 1945—1956 годах опережали показатели 1930-х годов. В 1951—1955 годах только в Грозном было построено 23 новых предприятия. Большинство старых заводов было реконструировано и оснащено новой техникой. Более половины объёма промышленной продукции, как и в довоенные годы, давала нефтепереработка. В 1956 году объём продукции только грозненских заводов вдвое превышал объём продукции всего Дагестана или Северной Осетии.
Вся продукция нефтехимии и нефтепереработки в республике вырабатывалась грозненскими предприятиями. Также в Грозном вырабатывалось 90 % тепловой энергии республики, более двух третей машиностроительной продукции, около половины строительных материалов, около 80 % продукции лёгкой промышленности, более одной трети пищевой. В городе было сосредоточено более 70 % стоимости основных фондов и 70 % рабочих и специалистов, десятки крупных промышленных предприятий.
Грозный был главным производителем парафина в стране и производство этого продукта доходило до 30 % всесоюзного. Парафин производился на нефтеперерабатывающих заводах имени В. И. Ленина и А. Д. Шерипова. Грозненский биохимический завод выпускал растворители (ацетон, бутанол, этанол), кормовой витамин В12, премиксы, ацидофилин, лизин и пр. Чечено-Ингушский химический завод местной промышленности производил краски, эмали, олифу, мастику и другие товары бытовой химии.
В 1958 году производство средств производства составляло 72,2 %, а в 1965 году — 78,1 %. Валовая продукция отраслей, производящих средства потребления за тот же период возросла со 102,3 млн рублей до 158,7 млн рублей. В 1971 году на крупных промышленных предприятиях Чечено-Ингушетии, которых на тот момент было более 20, работало более 15 тысяч рабочих. Машиностроительные предприятия республики выпускали аппаратуру для цементирования скважин и гидроразрыва пластов, фонтанную арматуру высокого давления, буровые насосы, оборудование для химической и нефтеперерабатывающей промышленности, автогаражное оборудование, тракторные прицепы, медицинские инструменты, трансформаторные подстанции, радиоприёмники и проигрыватели, оборудование пищевой промышленности, копировальную аппаратуру, измерительную аппаратуру, приборы автоматики. Большинство предприятий были расположены в Грозном, Аргуне и Гудермесе.
В 1975 году был введён в строй Грозненский газоперерабатывающий завод, рассчитанный на переработку более 2 млн м³ попутного газа. Завод выпускал пропан, этан, изобутан, нормальный бутан, нормальный пентан, техническую углекислоту, газовый бензин, сухой газ. В окрестностях Грозного были погашены все газовые факелы, что улучшило экологическую обстановку.
Накануне Великой Отечественной войны была построена теплоэлектроцентраль имени Коминтерна (впоследствии ТЭЦ-1) — самая крупная на Северном Кавказе в то время. В 1952 году была построена Новогрозненская ТЭЦ-2 — первая и самая мощная на Кавказе электростанция высокого давления. В 1967 году вступила в строй ТЭЦ-3 — первая станция открытого типа. В 1980 году все электростанции города выработали около 2800 млн кВт-часов электроэнергии. Теплоцентрали вырабатывали в то время более 90 % всей электроэнергии.
Самым крупным машиностроительным заводом в городе был «Красный молот», который выпускал оборудование для нефтедобычи, нефтепереработки и нефтехимии. К началу 1990-х годов на заводе трудилось до 5 тысяч человек. Продукция завода экспортировалась в 34 страны. Выпускалось также примерно 80 наименований товаров народного потребления. В 1982 году во время своего визита в Чечено-Ингушетию завод посетил секретарь ЦК КПСС Иван Капитонов. В 1971 году завод был награждён орденом Октябрьской Революции.
В этот период Грозный был одним из крупнейших промышленных, научных и культурных центров Северного Кавказа. В 1984 году в городе проживало 383,5 тысячи человек. Из них две трети было занято на промышленных предприятиях городах, которых насчитывалось 60.